# Блау, Хелен
Хелен Блау (англ. Helen Margaret Blau; род. 8 мая 1948, Лондон) — британо-американский биолог, специалист в области стволовых клеток и регенеративной медицины. Член Национальных Академии наук (2016) и Медицинской академии (1995) США, а также Папской академии наук (2017) и Американского философского общества (2018), профессор Стэнфордского университета.

## Биография
Выросла в Европе.
Окончила Йоркский университет (бакалавр, 1969). Степени магистра (1970) и доктора философии (1975) получила в Гарвардском университете. С 1975 по 1978 год постдок в Калифорнийском университете в Сан-Франциско, занималась у Charles Epstein (geneticist). C 1978 года в Стэнфордской школы медицины: ассистент-профессор, с 1986 года ассоциированный профессор кафедры фармакологии, в 1991—2002 годах профессор кафедры молекулярной фармакологии и в 1997—2002 годах заведовала ею, с 1999 года именной профессор (Donald E. and Delia B. Baxter Foundation Professor), также является директором технологий генотерапии (с 1997) и директором лаборатории биологии стволовых клеток (с 2002) Стэнфордской школы медицины. В 1995, 2011 и 2013 годах приглашённый профессор в Париже, в 2003 году — Франкфуртского университета. В 1994—1995 годах президент American Society for Developmental Biology, а в 2002—2004 годах — International Society of Differentiation. Состояла в Harvard Board of Overseers (2004—2010) и научном консультативном совете Ellison Medical Foundation (2007—2015).
Член Американской академии искусств и наук (1996) и National Academy of Inventors (2017), фелло Американской ассоциации содействия развитию науки (1991).

## Награды и отличия
- Research Career Development Award, Национальные институты здравоохранения (1984—1989)
- WICB Senior Award[англ.], Американское общество клеточной биологии (1992)
- NIH MERIT award[англ.] (1995—2005)
- Nobel Forum Lecture, стокгольмский Каролинский институт (1995)
- FASEB Excellence in Science Award[англ.] (1999)
- McKnight Technological Innovations for Neuroscience Award (2001)
- Почётный доктор нидерландского Университета Неймегена (2003)
- Аудиенция у Папы римского Иоанна Павла II (2003)
- Fulbright Senior Specialist Award, Институт Пастера (2007)
- AACR[англ.]-Irving Weinstein Foundation Distinguished Lectureship and Award for Outstanding Innovations in Science (2011)
- NIH Director’s Transformative Research Award (2011—2017)
- Thomas Hunt Morgan Lecturer Award, Кентуккийский университет (2014)
- Stanford Office of Technology Licensing Outstanding Inventor Award and Hall of Fame (2015)
- Glenn Award for Research in Biological Mechanisms of Aging (2015)
- Li Ka Shing Research Award (2017)
- Национальная научная медаль США (2025)[12]